# Chris Jongewaard
Chris Jongewaard, né le 18 juillet 1979 à Adelaide, est un coureur cycliste australien. Spécialiste du cross-country VTT, il pratique également le cyclo-cross et le cyclisme sur route.

## Palmarès en VTT
- 2004
  -  Médaillé d'argent en cross-country aux Jeux océaniens
- 2005
  -  Champion d'Océanie de cross-country
  -  Champion d'Australie de cross-country
- 2006
  - 2e du championnat d'Australie de cross-country
  -  Médaillé de bronze au championnat d'Océanie de cross-country
- 2007
  -  Champion d'Océanie de cross-country
  -  Champion d'Australie de cross-country
- 2008
  -  Champion d'Océanie de cross-country
  -  Champion d'Australie de cross-country
- 2009
  -  Champion d'Australie de cross-country
- 2011
  -  Champion d'Océanie de cross-country
  -  Champion d'Australie de cross-country
  -  Champion d'Australie de short track
- 2013
  -  Champion d'Australie de cross-country

## Palmarès sur route

### Par années
- 2005
  - Classement général du Top End Tour
  - 6eétape du Tour de Tasmanie
  - 1re étape du Herald Sun Tour (contre-la-montre par équipes)
  - 3e du Tour of the Murray River
- 2006
  - Goulburn to Sydney Classic
  - 2e de la Grafton to Inverell Classic
  - 2e du Herald Sun Tour
- 2008
  - 1re étape de l'Australian Cycling Grand Prix
  - 4e étape du Herald Sun Tour
  - 2e de la Grafton to Inverell Classic
- 2009
  -  Champion d'Océanie du contre-la-montre

### Classements mondiaux
| Année            | 2006 | 2007 | 2008 | 2009 |
| ---------------- | ---- | ---- | ---- | ---- |
| UCI Oceania Tour | 32e  | 6e   |      | 8e   |

## Palmarès en cyclo-cross
- 2014-2015
  -  Champion d'Australie de cyclo-cross
- 2015-2016
  - 2e du championnat d'Australie de cyclo-cross
- 2016-2017
  -  Champion d'Australie de cyclo-cross
- 2017-2018
  -  Champion d'Australie de cyclo-cross
  - Rapha Supercross Nobeyama #2, Minamimaki
- 2018-2019
  -  Champion d'Australie de cyclo-cross
- 2019-2020
  -  Champion d'Australie de cyclo-cross
  - Melbourne Grand Prix of Cyclo-Cross #1, Melbourne
  - Melbourne Grand Prix of Cyclo-Cross #2, Melbourne